# Gennes-Ivergny
Gennes-Ivergny település Franciaországban, Pas-de-Calais megyében. Lakosainak száma 123 fő (2022. január 1.). Gennes-Ivergny Fontaine-l’Étalon, Le Ponchel, Quœux-Haut-Maînil, Tollent, Vaulx, Boufflers, Caumont és Vitz-sur-Authie községekkel határos.

## Népesség
A település népességének változása:
| Lakosok száma | 127  | 128  | 129  | 128  | 126  | 125  | 124  | 123  | 123  |
|               | 2013 | 2015 | 2016 | 2017 | 2018 | 2019 | 2020 | 2021 | 2022 |